# Alexandru Dedu
Alexandru Mihai Dedu (Ploiești, 15 de septiembre de 1971) es un exjugador de balonmano rumano que jugaba de pívot. Su último equipo fue el S. D. Teucro de la Liga Asobal. Fue un componente de la selección de balonmano de Rumania.
Dedu disputó los Juegos Olímpicos de Barcelona 1992 con la selección rumana.
Es el padre del también jugador de balonmano, y pívot, Călin Dedu.

## Palmarés

### Politehnica Timișoara
- Liga Națională (1): 1991

### Steaua Bucarest
- Liga Națională (2): 1994, 1996

### FC Barcelona
- Liga Asobal (3): 1997, 1998, 1999
- Liga de Campeones de la EHF (3): 1997, 1998, 1999
- Copa del Rey (2): 1997, 1998
- Supercopa de España (2): 1997, 1998
- Supercopa de Europa (2): 1998, 1999

## Clubes
| Club                      | País     | Año       |
| ------------------------- | -------- | --------- |
| SCM Politehnica Timișoara | Rumania  | 1989-1991 |
| Steaua Bucarest           | Rumania  | 1991-1996 |
| Istres OPH                | Francia  | 1996      |
| FC Barcelona              | España   | 1996-1999 |
| Wuppertal                 | Alemania | 1999-2000 |
| FC Oporto                 | Portugal | 2000-2004 |
| S. D. Teucro              | España   | 2005      |